# 26 Draconis
26 Draconis, som är stjärnans Flamsteed-beteckning, är en trippelstjärna i den mellersta delen av stjärnbilden Draken. Den har en kombinerad skenbar magnitud på ca 5,23 och är svagt synlig för blotta ögat där ljusföroreningar ej förekommer. Baserat på parallaxmätning inom Hipparcosuppdraget på ca 70,5 mas, beräknas den befinna sig på ett avstånd på ca 46 ljusår (ca 14 parsek) från solen. Den rör sig närmare solen med en heliocentrisk radialhastighet på ca –13 km/s.

## Egenskaper
Primärstjärnan 26 Draconis A är en gul till vit stjärna  i huvudserien av spektralklass F9 V. Den har en massa som är ca 1,3 gånger solens massa, en radie som är ca 1,1 gånger större än solens och utsänder ca 1,5 gånger mera energi än solen från dess fotosfär vid en effektiv temperatur på ca 6 000 K.
26 Draconis A+B bildar en spektroskopisk dubbelstjärna med en omloppsperiod på 76 år. AB-parets sammansatta spektralklassificering är G0 V, som uppdelas till de enskilda spektraltyperna F9 V och K3 V. Stjärnorna betraktas som något metallfattiga jämfört med solen, vilket betyder att de har en lägre andel andra element än väte eller helium.
Den tredje komponenten, GJ 685, är en röd dvärg av spektralklass M0 V. År 1970 var den separerad med 737,9 bågsekunder från AB-paret och de har en gemensam egenrörelse. GJ 685 har en känd omloppsbana som upptäcktes genom mätning av radiell hastighet.